# Давай танцюй (фільм Олександра Березаня, 2019)
«Давай танцюй!» (рос. Давай танцуй! англ. Let's dance!) — перший повнометражний танцювальний екшн українського виробництва. Стрічка розповідає про танцювальні пригоди російськомовного танцюриста з провінційного містечка Донбасу, який змушений поїхати у «бандерівський» Київ, аби спробувати виграти гроші на лікування брата у столичному конкурсі «Let's dance».
Прем'єра фільму в Україні неодноразово переносилася. Спочатку стрічку планували випустити в український прокат ще у 2016 році. Згодом реліз перенесли на березень 2017 року й тоді дистриб'ютором стрічки мало стати MMD UA. Проте реліз знов перенесли аж на 1 січня 2019 року й тоді дистриб'ютором стрічки мало стати B&H. Кінцевою датою українського прокату стало 21 березня 2019 року; дистриб'ютор — MMD UA.

## Сюжет

Український постер № 1

Події у фільмі розгортаються під час війни на сході України. Талановитий російськомовний танцюрист Микита живе в маленькому провінційному містечку на Донбасі. Намагаючись прославитися, він разом з братом у небезпечних умовах, знімає екстремальне танцювальне відео. Мета проста: зібрати велику кількість переглядів в інтернеті, що відкриє можливість для участі в престижних танцювальних конкурсах, бути відомим і заробляти гроші. Наслідки зйомок цього відео круто перевертають його життя: брат травмувався і йому терміново потрібна операція. Бажаючи врятувати брата від інвалідності, Микита їде з рідного Донбасу у «бандерівський» Київ.
У Києві він планує взяти участь у танцювальному турнірі «Let's Dance» та в разі перемоги використати грошову винагороду, аби оплатити лікування брата. На турнірі Микита закохується у відому співачку Лізу. Він лідирує в конкурсі, Ліза симпатизує йому і здається, що ось воно щастя! Але Лізу викрадають із метою отримання викупу. Микиті доведеться зробити нелегкий вибір між «обов'язком і коханням».

## У ролях
Серед головних акторів фільму:
- Денис Реконвальд — Микита
- Валентина Войтенко (до шлюбу Мариніна) — Ліза
- Роман Чухманенко — Філ
- Дмитро Фрід — Семен
- Максим Дзюняк — Паша, молодший брат Микити
- Сергій Розвадовський — Віктор
- Римма Зюбіна — Мама Микити
- Олександр Мельник — Бандит-наркоман
- Данил Циганков — Хлопець-брейкер
- Яків Кучеревський — Василь, поліцейський
- Михайло Федорченко — Помічник Василя
- Олександр Пікалов — Байкер
- Єлизавета Василенко — Адміністратор АТБ
- Ів Ботоку — Учасник № 7
- Саманта Доду — Дівчина учасника № 7
- Mike — МС
- Біґ Бро — Біґ Бро
- Сергій Журавльов -Священик
- Олег Роменський — Звукорежисер Сєня
- Дмитро Меленевський — Зварювальник

## Знімальна група
Над фільмом працювали:
- Режисери — Олександр Березань, другий режисер Микита Булгаков
- Сценаристи — Олександр Березань, Сергій Розвадовський
- Продюсери — Олександр Березань, Сергій Розвадовський
- Оператори — Микита Кузьменко, Євген Губренко
- Художник-постановник — Константин Агапов
- Композитор — Дмитро Монатик
- Співпродюсери — Генадій Самойлов
- Звукорежисер — Світлана Кривич

## Виробництво

Англомовний постер № 1

### Кошторис
Фільм створений без підтримки Держкіно та повністю випущений за кошти приватних осіб. Загальний розмір бюджету невідомий, проте відомо, що фільм частково профінансований українським мобільним оператором «Київстар».
Держкіно тричі відмовляло творцям фільму у фінансуванні, ще до виходу у перший тур пітчингу.

### Зйомки
Ідея зняти танцювальне кіно виникла 13 років тому, але робота над фільмом зупинилася через фінансову кризу в 2008 році. Відновили зйомки тільки у травні 2015 року. На кастингах шукали професійних танцюристів, відповідно головні ролі у фільмі отримали Денис Реконвальд (учасник талант-шоу «Хочу до Меладзе») та Роман Чухманенко з Валентиною Войтенок (учасники талант-шоу «Танцюють всі)». Також у стрічці знялася професійна акторка Рима Зюбіна. Продюсери орієнтувалися на російський ринок, тож знімали кінострічку російською мовою.

### Саундтрек
Пісні для саундтреку фільму написала низка відомих українських музикантів, зокрема головним композитором танцювального екшну став Дмитро Монатік. Серед пісень Монатіка, які були використані у фільмі, російськомовні хіти співака «То, от чего без ума», «Воздух», «Let's Dance». Також у фільмі можна почути гурт The Hardkiss з піснею «Make up» (англійською), та гурт Сальто Назад з хітом «О, мамо» (українською) та інші.

### Мова фільму
За словами продюсера стрічки, творці «намагалися вигадати суржик для персонажів, адже, на їхню думку, у країні мало хто може добре говорити українською». У кінцевому результаті творці зняли фільм російською і передублювали російсько-суржиком у постпродакшені.

## Реліз
Спочатку стрічку планували випустити в український прокат ще у 2016 році, потім реліз перенесли на березень 2017 року й тоді прокатником стрічки мав стати дистриб'ютор MMD UA. Згодом прокатник стрічки змінився з MMD UA на B&H, а запланована дата виходу в український роман змістилася на 1 січня 2019 року. У серпні 2018 року B&H без пояснень зняв фільм зі свого календарного плану, відповідно релізу в Україні 1 січня 2019 року не відбулося.
Наприкінці січня 2019 року з'явилася інформація що дистриб'ютором фільму «Давай танцюй» знову став MMD UA. В український прокат фільм вийшов 21 березня 2019 року.

## Відгуки кінокритики
Фільм отримав різко-негативні відгуки від української кінокритики. Так кінокритик видання Детектор медіа Ярослав Підгора-Гвяздовський назвав фільм «дуже суперечливою креатурою», дорікнувши фільму низькоякісним сурижкомовним дубляжем та зазначив, що «укупі з левовою частиною російськомовних пісень у фільмі […] концепт фільму „Давай, танцюй!“ проситься назвати „зробленим під російський ринок“». А кінокритики телеканалу 112 Юлія Потерянко та часопису Opinion UA Дмитро Десятерик найслабшими аспектами фільму назвали сюжет та діалоги, дорікнувши фільму його суржикомовністю; зокрема Десятерик зазначив, що наприклад «мова [головного протагоніста] Микити — це надзвичайно штучний, погано сконструйований суржик.» За словами ж кінокритика видання «Варіанти» Олександра Ковальчука через головного протагоніста фільму, режисер фільму Олександр Березань «майструє з Києва нацистське місто, де божевільні таксисти з оселедцем бігають за ним з булавою».

## Можливе продовження
У червні 2019 року стало відомо, що кіностудія «Ай Ем Сінема» та режисер фільму Олександр Березань подав проект продовження фільму «Давай танцюй — 2» на 11-ий пітчинг Держкіно. Заявлений кошторис другої частини стрічки — ₴18,1 млн, з них у Держкіно творці просили ₴15,0 млн.